# Canton, Ohio
Canton  là một địa phương, quận lỵ Quận Stark, Ohio, Hoa Kỳ. Theo Thống kê Dân số Hoa Kỳ năm 2000, địa phương có dân số 80.806 người. Thành phố có cự ly 24 dặm (39 km) về phía nam Akron và 60 dặm (97 km) về phía nam Cleveland.

## Địa lý
Mặt đất chiếm tất cả diện tích.

## Nhân khẩu
Theo Thống kê Dân số Hoa Kỳ năm 2000, địa phương có dân số 80.806 người, 32.489 gia hộ, và 19.785 gia đình sống trong địa phương. Có 35.502 đơn vị nhà ở. Trong dân số địa phương này, 74,45% là người da trắng, 21,04% là người da đen hay Mỹ gốc Phi, 0,49% là người Mỹ bản thổ, 0,32% là người gốc Á, 0,03% là người gốc Thái Bình Dương, 0,61% từ các chủng tộc khác, và 3,06% từ hơn một chủng tộc. 1,24% dân số là người Hispanic hay Latinh thuộc một chủng tộc nào đó. (Xem Chủng tộc và dân tộc trong Thống kê Dân số Hoa Kỳ.)
Trong số 32.489 gia hộ ở trong địa phương có 30,0% hộ có trẻ em dưới 18 tuổi sống chung với họ, 37,1% là đôi vợ chồng sống với nhau, 19,1% có một chủ hộ nữ không có mặt chồng, và 39,1% không phải gia đình. 33,0% gia hộ có cá nhân sống riêng và 12,4% có người sống một mình 65 tuổi trở lên. Cỡ hộ trung bình là 2,39 người và cỡ gia đình trung bình là 3,04 người.
Trong địa phương, 26,6% dân số chưa 18 tuổi, 18. 9,8% từ 18–24 tuổi, 29,1% từ 25–44 tuổi, 20,2% từ 45–64 tuổi, và 14,3% từ 65 tuổi trở lên.
Thu nhập trung bình của một gia hộ trong địa phương là 28.730 đô la mỗi năm và thu nhập trung bình của một gia đình là 35.680 đô la. Phái nam có thu nhập trung bình 30.628 đô la so với 21.581 đô la của phái nữ. Thu nhập bình quân đầu người là 15.544 đô la. Có 15,4% của các gia đình và 19,2% dân số sống dưới mức nghèo khổ, trong đó có 27,4% những người chưa 18 tuổi và 11,3% của những người 65 tuổi trở lên.

### Lịch sử dân số
Dân số của địa phương này là 2.603 năm 1850, 4.041 năm 1860, 8.660 năm 1870, 12.258 năm 1880, 26.189 năm 1890, 30.667 năm 1900, 50.217 năm 1910, 87.091 năm 1920, 104.906 năm 1930, 108.401 năm 1940, 116.912 năm 1950, 113.631 năm 1960, 110.053 năm 1970, 93.077 năm 1980, 84.161 năm 1990, và 80.806 năm 2000.